# Marie-Magdeleine-Euphrasie Hugon
Marie-Magdeleine-Euphrasie Hugon (Loudes, 10 de abril de 1828 - Lyon, 17 de marzo de 1900), conocida también por su nombre religioso María Serafia, fue una religiosa católica francesa, trinitaria de Valence, cuyo proceso de beatificación se haya introducido desde 1928.

## Biografía
Marie-Magdeleine-Euphrasie Hugon nació en Loudes (Haute-Loire - Francia) el 10 e abril de 1828. Se educó con las religiosas Jesús María de Lyon. Ingresó a la Congregación de Santísima Trinidad de Valence en 1850. Emitió su profesión el 29 de septiembre de 1852 tomando el nombre de sor María Serafia. Fue destinada a la casa de Lyon, donde ocupó el cargo de ministra, durante 25 años. Murió el 17 de marzo de 1900 y fue sepultada en la capilla de dicha comunidad.
Se dice que María Serafia destacó por sus virtudes en el gobierno y el servicio de la comunidad, razón por la cual se recogieron las informaciones necesarias en orden a introducir su causa de beatificación. La fase diocesana terminó el 16 de diciembre de 1927 y desde entonces está presentada a Roma.